# 107-мм гармата зразка 1910 року
107-мм гармата зразка 1910 року - важка польова гармата періоду Першої світової війни, що вироблялася у Російській імперії та СРСР.

## Історія створення
Після налагодження виробництва 76-мм гармат зразка 1902 року на збройних підприємствах Російської імперії, військові та конструктори мали змогу оцінити потреби царської армії в польових гарматах. В той час армії можливих супротивників активно озброювалися важкими польовими гарматами та гаубицями.
107-мм гармату було випробувано та прийнято на озброєння 1910 року. З 1911 гармати почали поступати у війська. 

## 107-мм гармата у Першій світовій війні
Усього на початок війни 1914 року армія Російської імперії мала 99 гармат.
Гармата ефективно застосовувалася російською армією на фронтах Першої світової. Особливо цінувалася її велика дільність та ефективний радіус ураження шрапнеллю, що мала 600 куль у снаряді (у 76-мм легкій польовій гарматі було 260). Площа, що вражається, більша — на середній дальності (близько 4 км) — до 800 м в глибину (у 76,2-мм гармати — близько 500 м) при відносно невеликій ширині — 40-50 м. Дальність стрільби гранатою 107-мм гармати становила до 12,7 км, що було вельми цінною властивістю для поразки на великих відстанях супротивника, що знаходиться в похідних колонах або в місцях зосередження. При відмінних балістичних характеристиках гармата володіла відносно малою вагою і легко перевозилася кінною тягою як на поході, так і на полі бою. 
На кінець 1917 року на озброєнні перебувало 189 107-мм гармат зразка 1910 року. У числі інших найкращих артилерійських систем російської армії 107-мм пушка зразка 1910 року була залишена на озброєнні армії Української Держави та УНР. Три батареї 107-мм гармат діяли також у складі Української Галицької Армії.